# Lądowisko Kiewit
Lądowisko Kiewit – lądowisko obsługujące Hasselt. Jest ono zlokalizowane w miejscowości Kiewit.